# Prefetture della Guinea

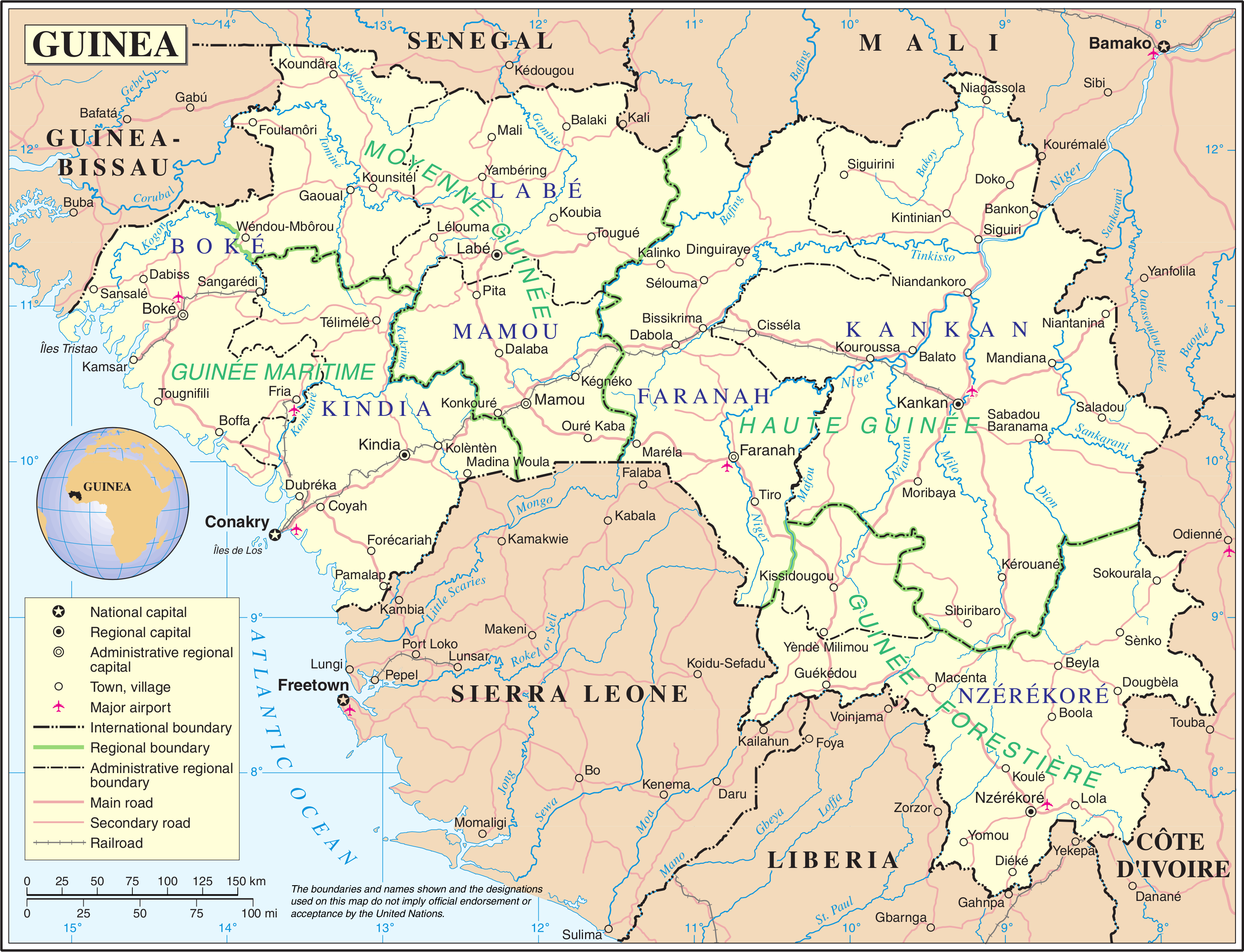
Mappa della Guinea

Le prefetture della Guinea sono la suddivisione territoriale di secondo livello del Paese, dopo le regioni, e sono pari a 33. Non appartiene ad alcuna prefettura Conakry, ricompresa in una zona speciale.

## Lista
Regione di Boké
| Prefettura             | Capoluogo | Popolazione (2014) | Superficie (Km²) |
| ---------------------- | --------- | ------------------ | ---------------- |
| Prefettura di Boffa    | Boffa     | 212 583            | 9 100            |
| Prefettura di Boké     | Boké      | 450 278            | 11 053           |
| Prefettura di Fria     | Fria      | 96 700             | 1 811            |
| Prefettura di Gaoual   | Gaoual    | 193 612            | 11 500           |
| Prefettura di Koundara | Koundara  | 129 974            | 5 505            |

Regione di Faranah
| Prefettura                | Capoluogo   | Popolazione (2014) | Superficie (Km²) |
| ------------------------- | ----------- | ------------------ | ---------------- |
| Prefettura di Dabola      | Dabola      | 181 137            | 5 508            |
| Prefettura di Dinguiraye  | Dinguiraye  | 196 469            | 14 500           |
| Prefettura di Faranah     | Faranah     | 280 170            | 13 000           |
| Prefettura di Kissidougou | Kissidougou | 283 778            | 8 872            |

Regione di Kankan
| Prefettura              | Capoluogo | Popolazione (2014) | Superficie (Km²) |
| ----------------------- | --------- | ------------------ | ---------------- |
| Prefettura di Kankan    | Kankan    | 473 359            | 11 564           |
| Prefettura di Kérouané  | Kérouané  | 207 547            | 9 750            |
| Prefettura di Kouroussa | Kouroussa | 268 630            | 16 220           |
| Prefettura di Mandiana  | Mandiana  | 335 999            | 12 300           |
| Prefettura di Siguiri   | Siguiri   | 687 002            | 15 500           |

Regione di Kindia
| Prefettura               | Capoluogo  | Popolazione (2014) | Superficie (Km²) |
| ------------------------ | ---------- | ------------------ | ---------------- |
| Prefettura di Coyah      | Coyah      | 263 861            | 2 166            |
| Prefettura di Dubréka    | Dubréka    | 330 548            | 5 676            |
| Prefettura di Forécariah | Forécariah | 242 942            | 4 200            |
| Prefettura di Kindia     | Kindia     | 439 614            | 9 115            |
| Prefettura di Télimélé   | Télimélé   | 284 409            | 9 000            |

Regione di Labé
| Prefettura            | Capoluogo | Popolazione (2014) | Superficie (Km²) |
| --------------------- | --------- | ------------------ | ---------------- |
| Prefettura di Koubia  | Koubia    | 100 170            | 2 800            |
| Prefettura di Labé    | Labé      | 318 938            | 3 014            |
| Prefettura di Lélouma | Lélouma   | 163 069            | 2 140            |
| Prefettura di Mali    | Mali      | 288 001            | 9 790            |
| Prefettura di Tougué  | Tougué    | 124 280            | 6 400            |

Regione di Mamou
| Prefettura           | Capoluogo | Popolazione (2014) | Superficie (Km²) |
| -------------------- | --------- | ------------------ | ---------------- |
| Prefettura di Dalaba | Dalaba    | 133 677            | 4 400            |
| Prefettura di Mamou  | Mamou     | 318 981            | 8 000            |
| Prefettura di Pita   | Pita      | 278 530            | 4 320            |

Regione di Nzérékoré
| Prefettura              | Capoluogo | Popolazione (2014) | Superficie (Km²) |
| ----------------------- | --------- | ------------------ | ---------------- |
| Prefettura di Beyla     | Beyla     | 326 082            | 17 452           |
| Prefettura di Guéckédou | Guéckédou | 290 611            | 4 400            |
| Prefettura di Lola      | Lola      | 171 561            | 3 940            |
| Prefettura di Macenta   | Macenta   | 278 456            | 8 600            |
| Prefettura di Nzérékoré | Nzérékoré | 396 949            | 4 625            |
| Prefettura di Yomou     | Yomou     | 114 371            | 6 000            |